# Rufino di Bisanzio
Rufino (... – Bisanzio, 293) è stato un vescovo romano, titolare della diocesi di Bisanzio dal 284 alla sua morte.
Succedette a Domezio e regnò sotto l'imperatore Diocleziano. Il suo successore fu Probo, il figlio di Domezio. 